# Georgy Porgy
Georgy Porgy  è una canzone del gruppo musicale statunitense Toto, estratta come terzo singolo dall'album Toto nel 1979.
Il testo del ritornello, e conseguentemente il titolo, sono tratti da una popolare filastrocca inglese per bambini denominata Georgie Porgie. Il brano è cantato dal chitarrista Steve Lukather, con la partecipazione speciale di Cheryl Lynn che recita la filastrocca nel ritornello.
Il singolo arrivò al 48º posto della Billboard Hot 100.

## Video musicale
Il videoclip del brano segue la falsariga degli altri due singoli, mostrando la band che suona in uno spazio chiuso con le luci soffuse.

## Tracce
1. Georgy Porgy
2. Child's Anthem

## Formazione
- Steve Lukather – chitarra elettrica e voce principale
- Cheryl Lynn – voce principale (nel ritornello)
- David Paich – tastiere
- Bobby Kimball – voce
- Steve Porcaro – tastiere
- David Hungate – basso
- Jeff Porcaro – batteria
- Lenny Castro – percussioni

## Cover
- La canzone fu reinterpretata da Eric Benét, con la collaborazione di Faith Evans, nel suo album A Day in the Life del 1999.
- Nell'album Act Like You Know di MC Lyte pubblicato nel 1991, è presente una ripresa del tema della canzone chiamata Poor Georgy.